# Zielonogórski Obwód ZHR
Zielonogórski Obwód ZHR – organizacyjna terenowa jednostka harcerska. Swoim zasięgiem obejmuje Zieloną Górę. Podlega pod Wielkopolski Okręg ZHR.
W jego skład wchodzą: Zielonogórski Hufiec Harcerek "Narnia" oraz Zielonogórski Hufiec Harcerzy "Topór".
Drużyny wchodzące w skład obwodu :
drużyny żeńskie
- X Zielonogórska Gromada Zuchenek "Mieszkanki Zaczarowanego Ogrodu"
- 9 Drużyna Harcerek "Dukt-Wiklina" im. Konspiracyjnej Drużyny Harcerek "Mury" w Ravensbruck
- 30 Drużyna Harcerek "Orlęta" im. Józefa Grzesiaka "Czarnego"
- 31 Zielonogórska Drużyna Harcerek "Róże" im. Olgi Małkowskiej
- 45 Żeńska Drużyna Harcerska im. Batalionu "Wigry"
- 9 Próbna Drużyna Harcerek "Dukt- Przesieka"

drużyny męskie
- 10 Zielonogórska Gromada Zuchów "Smoczy Rycerze"
- 9 Zielonogórska Drużyna Harcerzy "Dukt – Zawisza" im. Tajnego Hufca Harcerzy w Gdyni
- 30 Zielonogórska Drużyna Harcerzy "Orlęta" im. Cichociemnych
- 31 Drużyna Harcerzy "Pająki" im. Andrzeja Małkowskiego
- 45 Zielonogórska Drużyna Harcerzy
- 31  próbna Zielonogórska Drużyna Wędrowników

## Rada Obwodu
- Przewodniczący Obwodu – pwd. Sebastian Samosiuk HO
- Komendantka Zielonogórskiego Hufca Harcerek "Narnia" – phm. Marta Błaszczyk HR
- Komendant Zielonogórskiego Hufca Harcerzy "Topór" – phm. Marek Buzarewicz HR